# Kurt Biesalski
Kurt Biesalski (* 16. Februar 1935 in Frankenau, Ostpreußen; † 19. Oktober 2022) war ein deutscher Film- und Buchautor.

## Leben
Biesalski machte sein Abitur an der Goethe-Oberschule in Schwerin und besuchte die Offiziersschule der Volksmarine, wo er Leutnant zur See wurde. Danach begann er ein Studium der Germanistik und Anglistik an der Universität Rostock. Beim Fernsehstudio Rostock wurde er 1965 Redakteur und veröffentlichte nebenbei erste literarische Werke.
Seit 1975 lebte er als freier Schriftsteller in Hohen Viecheln, wo er im Jahr 1990 auch Bürgermeister war, und 2022 verstarb.

## Werke

### Romane
- Die Frau des Trinkers, 2002
- Der Hauptgewinn, 2000
- Der kleine Mann, 1979
- Duell, 1972

### Sagen
- Die rauhbeinigen Zwerge von Mecklenburg, 1999
- Von Feuerkugeln, Schätzen und Ungeheuern, 1997
- Der Kirschbaum auf der Düne, 1990

### Sonstiges
- Eine Mutter, 2002 (Erzählungen)
- Vater, Mutter, Kind, 1991 (Fernsehfilm)
- Letzte Liebe, 1986 (Erzählungen)
- Runter bis zur Eselstraße, 1978 (Reiseerzählung)
- Mann gegen Mann, 1976 (DEFA-Film)
- Letzte Liebe, 1987 (Fernsehfilm)

## Verfilmungen
- 1975: Mann gegen Mann – nach dem Roman Das Duell
- 1991: Letzte Liebe (Fernsehfilm)